# 협주명현십초시
《협주명현십초시》(夾注名賢十抄詩)는 고려에 간행된 시선집 《십초시》에 주해를 달아 조선시대에 펴낸 목판본 책이다. 경기도 성남시 분당구 운중동, 한국학중앙연구원에 있다. 2017년 1월 2일 대한민국의 보물 제1926호로 지정되었다.

## 개요
《협주명현십초시》(夾注名賢十抄詩)는 과거시험 준비생들의 수요를 염두에 두고, 권람의 교정을 거쳐서 간행한 중국과 한국(신라)의 시인 30명의 시선집이다. 내용은 각 시인의 작품 중에서 7언 율시(七言律詩) 각 10편씩 총300편을 뽑아 주해를 붙인 것이다. 이 책은 경상도 밀양부에서 간행한 지방관판본으로서, 한국인이 그 대상을 선정하고 직접 주해한 최초의 한중시선집으로 매우 귀한 사례에 속하는 책이다. 이 책은 중국과 일본에서도 그 가치를 인정받고 있으며, 고려 말 조선 초 서적의 유통과 문화 수용의 양상, 한시의 학습과 활용 등을 보여주는 귀중한 자료이다.

## 같이 보기
- 한국학중앙연구원

## 참고 자료
- 협주명현십초시 - 국가유산청 국가유산포털